# Liste der deutschen Botschafter in Kasachstan
Die Liste der deutschen Botschafter in Kasachstan enthält die Botschafter der Bundesrepublik Deutschland in Kasachstan. Sitz der Botschaft ist in Astana.
| Name                      | Amtszeit  |
| ------------------------- | --------- |
| Eike-Edzard Bracklo       | 1992–1995 |
| Henning von Wistinghausen | 1995–1998 |
| Michael Libal             | 1998–2001 |
| Andreas Rüdiger Körting   | 2002–2004 |
| Gebhardt Weiss            | 2004–2007 |
| Rainer Eugen Schlageter   | 2007–2011 |
| Guido Herz                | 2011–2016 |
| Rolf Mafael               | 2016–2018 |
| Tilo Klinner              | 2018–2021 |
| Monika Iwersen            | seit 2021 |